# Флуорексон
Флуорексон (кальцеин) - флуоресцентный краситель с поглощением и излучением  на 495/515nm соответственно. Применяется как комплексонометрический индикатор на кальций, в том числе в присутствии магния, и при флуориметрическом определении кальция. Используется при pH > 12, в среде NaOH. 
Возможно применения для определения стронция и бария. Медь, цинк, магний и алюминий определяют при pH 10,0—12,5.